# Маккормик, Артур Дэвид
Артур Дэвид Маккормик FRGS (Колрейн, 14 октября 1860—1943) — известный британский иллюстратор и пейзажный, исторический, батальный живописец, также маринист и автор жанровых сцен.

## Биография

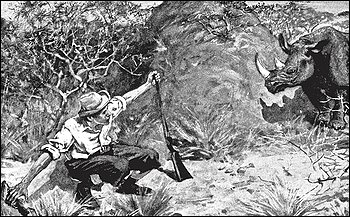
Иллюстрация Маккормика. В: Эварт Гроган : от мыса до Каира (1900)

Маккормик родился в Ольстере и после обучения в местных школах отправился в Лондон на одном корабле с Хью Томсоном. Маккормик получил образование в Королевском колледже искусств в 1883—1886 годах. Работал в The English Illustrated Magazine. В 1892—1893 годах работал художником в экспедиции сэра Мартина Конвея в Каракорумах, Гималаи, а в 1895 году — в экспедиции Клинтона Т. Дента в горах Кавказа. Его первая выставка в Королевской академии художеств состоялась в 1889 году, и к концу 1904 года он выставил там одиннадцать картин, включая Сакар, Индия: лунный свет (1895) и Храм Охотника, Центральный Кавказ (1901). В 1927 году он написал «Голову моряка» для John Player &amp; Sons для продвижения сигарет Player’s Navy Cut.